# Marcos Gomes de Araujo
Marcos Gomes de Araujo, detto Marquinhos (Bataguassu, 23 marzo 1976) è un ex calciatore brasiliano, di ruolo attaccante.

## Carriera
Nella sua carriera agonistica ha militato in sodalizi brasiliani e giapponesi.

## Palmarès

### Club
- Campionato giapponese: 4

Yokohama F·Marinos: 2003
Kashima Antlers: 2007, 2008, 2009
- Coppa del Giappone: 2

Kashima Antlers: 2007, 2010
- Supercoppa del Giappone: 3

Kashima Antlers: 2008, 2009, 2010

### Individuale
- Capocannoniere della J. League Division 1: 1

2008 (21 gol)
- Miglior giocatore della J. League Division 1: 1

2008
- Capocannoniere della Coppa J. League: 1

2013: (7 gol)